# Mindfactory
Die heise mindfactory GmbH (ehemals Mindfactory GmbH) ist ein Online-Versandhandel für Unterhaltungselektronik mit Sitz in Wilhelmshaven. 
Die Auf etwa 16.000 m² Gewerbefläche verschickten im Jahr 2018 108 Mitarbeiter etwa 25.000 Sendungen wöchentlich. 2017 wurde das Unternehmen, unabhängig von seinem Produktspektrum, auf Rang 19 in der Liste der 100 umsatzstärksten Online-Shops Deutschlands geführt.

## Geschichte

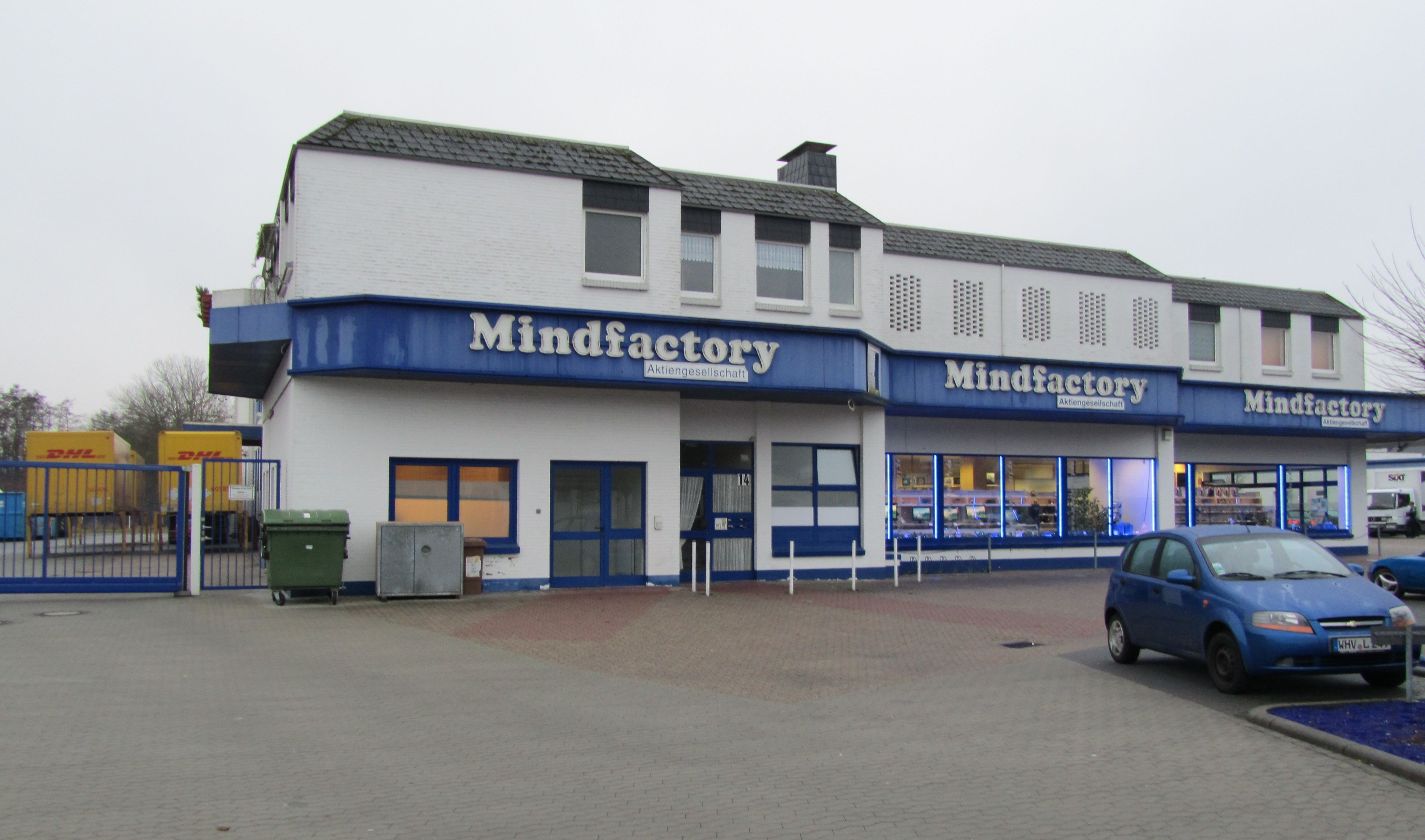
Mindfactory-Markt in Wilhelmshaven

Die Mindfactory GmbH wurde ursprünglich 1996 als Mindfactory Hardware- und Softwarevertriebs GmbH gegründet. Angefangen mit einem einfachen Ladengeschäft im Wilhelmshavener Stadtteil Neuengroden, erweiterte Mindfactory von 1997 bis 1999 kontinuierlich die Geschäftsräume und Mitarbeiterzahl. 2000 wurde von der GmbH in eine Aktiengesellschaft umfirmiert. Im darauffolgenden Jahr wurde das Mindfactory Community Forum gegründet. Um das stetig steigende Bestellvolumen bearbeiten zu können, wurde 2002 die Lagerfläche im Hauptgebäude erweitert. Es konnte eine Umsatzsteigerung von 50 % erzielt werden. Im Jahr 2003 wurde ein zweites Lagerhaus in Betrieb genommen, um eine schnellere logistische Abwicklung zu gewährleisten. Durch die Fertigstellung des zweiten Gebäudes für Verwaltungsbereiche im Jahr 2004 war die Mindfactory auf über 16.000 m² Gewerbefläche gewachsen, sodass 2005 der Vertrieb ausgebaut und in verschiedene Vertriebszweige aufgeteilt wurde. Mindfactory.de wurde 2006 durch Euro-Label als geprüfter Online-Shop zertifiziert. 2007 stellte Mindfactory AG auf das Shopsystem xt:Commerce um. Ein eigener Weblog, der sogenannte MindBlog, ging 2008 an den Start. Am 14. März 2017 wurde das neue Shoplayout veröffentlicht, welches für mobile Geräte angepasst ist. Im Jahre 2024 wurde das Unternehmen wieder zu einer GmbH umfirmiert.
Seit Gründung existierte in Wilhelmshaven ein Mindfactory Ladengeschäft, das zuletzt wie auf dem Foto sichtbar, unmittelbar am Versandzentrum im Stadtteil Fedderwardergroden gelegen war. Nachdem sich im Zuge der COVID-19-Pandemie kein neuer Konzessionär für die Geschäftsführung gefunden hatte, wurde dieses geschlossen.
Im Frühling leitete die Mindfactory GmbH eine Insolvenz in Eigenverwaltung ein. Damals lauteten Gerüchte, dass Steuer-Ungereimtheiten zu einer kurzfristigen Millionen-Forderung geführt und Mindfactory in Zahlungsnot gebracht haben.
Zum 31.07.2025 hat die Heise-Gruppe die Mindfactory GmbH erworben. Seitdem firmiert das Unternehmen als heise mindfactory GmbH. Als neue Geschäftsführer fungieren Ansgar Heise und Marcel Kirchner.  

## Firmenverflechtungen
Das Unternehmen firmiert mit einem anderen Preissystem als Mindfactory-City. Weiterhin arbeitet Mindfactory eng mit der Firma VibuOnline zusammen, welches eine 100%ige Tochtergesellschaft ist (früher zudem ebenfalls mit DriveCity, Compuland und Compuland-City, die dann eingestellt wurden). Ebenfalls ist der Jugendschutz- und Datenschutzbeauftragte bei allen Firmen identisch. Die Partnerunternehmen setzen unterschiedliche Angebotsschwerpunkte (Speicher, Festplatten, Videokarten). Die Preissysteme weisen teils starke Ähnlichkeiten mit Abweichungen von häufig einem Cent je Artikel auf sowie den Wegfall von Versandkosten beim Einkauf zu einem bestimmten Tageszeitpunkt.

## Datendiebstahl
Im April 2011 wurde bekannt, dass sich ein Eindringling Anfang des Jahres über einen Account der Geschäftsleitung Zugriff auf das Shopsystem verschafft und Kundendaten entwendet haben soll. Dabei handelt es sich um mehrere zehntausend Datensätze, die neben dem Vor- und Nachnamen auch die Anschrift der Kunden sowie deren E-Mail-Adresse und Telefonnummer enthalten. Die Kunden wurden nicht aktiv vom Unternehmen über den Datendiebstahl informiert.

## Insolvenz und Übernahme durch die Heise Gruppe
Im März 2025 wurde bekannt, dass Mindfactory im Februar des gleichen Jahres ein Insolvenzverfahren in Eigenverantwortung eingeleitet hatte. Der Betrieb lief zunächst normal weiter. Am 1. Juli 2025 erschien ein Artikel bei Heise Online demnach sich die Heise Gruppe und Mindfactory auf eine Übernahme geeinigt haben, die entsprechenden Verträge wurden gemäß Angaben der Pressemitteilung am 30. Juni 2025 unterzeichnet. Am 15. Juli 2025 berichtete Heise die erteilte Zustimmung durch das Bundeskartellamt.
Zum 31.07.2025 hat die Heise-Gruppe die Mindfactory GmbH erworben. Seitdem firmiert das Unternehmen als heise mindfactory GmbH. Als neue Geschäftsführer fungieren Ansgar Heise und Marcel Kirchner. Der Standort in Wilhelmshaven, alle Mitarbeiter und Kundenbeziehungen wurden übernommen.